# Leonor của Castilla
Leonor của Castilla (tiếng Tây Ban Nha: Leonor de Castilla; tiếng Anh: Eleanor of Castilla; năm 1241 – 28 tháng 11 năm 1290) là Vương hậu nước Anh từ năm 1272 đến năm 1290, và là người vợ đầu tiên của vua Edward I. Bà còn cai trị với tư cách là Nữ Bá tước xứ Ponthieu theo đúng quyền của mình (suo jure) từ năm 1279. Sau những nỗ lực ngoại giao để đảm bảo cuộc hôn nhân của Leonor và khẳng định chủ quyền của Anh đối với Gascogne, bà kết hôn với Edward vào năm 13 tuổi tại tu viện Las Huelgas, Burgos vào ngày 1 tháng 11 năm 1254.
Những ghi chép đầy đủ hơn về cuộc sống của Leonor với Edward bắt đầu từ thời Chiến tranh Nam tước lần thứ hai trở đi, khi chính quyền của Simon de Montfort giam cầm bà tại Cung điện Westminster. Leonor đóng vai trò tích cực trong triều đại của Edward khi ông bắt đầu nắm quyền kiểm soát chính quyền hậu chiến của Henry III. Cuộc hôn nhân của Edward và Leonor đặc biệt gần gũi, khi hai người đã cùng nhau đi du hành khắp nơi, bao gồm cả Cuộc thập tự chinh lần thứ chín, trong đó Edward bị thương tại Akko. Leonor có khả năng tác động đến chính trị nhưng lại qua đời khi còn quá trẻ nên không có nhiều ảnh hưởng.
Khi còn sống, Leonor không được yêu thích vì các giao dịch bất động sản. Bà đã mua những vùng đất rộng lớn như Lâu đài Leeds từ các tầng lớp trung lưu, sau khi họ nợ tiền vay cho những người cho vay lãi Do Thái, và Vương quyền buộc họ phải bán trái phiếu của mình. Những giao dịch này liên quan đến Leonor với hành vi lạm dụng cho vay nặng lãi và bóc lột người Do Thái, khiến bà xung đột với nhà thờ. Leonor đã hưởng lợi từ việc treo cổ hơn 300 người Do Thái bị cáo buộc với tội cắt tiền xu, và sau khi họ bị trục xuất vào năm 1290, bà đã tặng Giáo đường Do Thái Canterbury trước đây cho thợ may của mình. Leonor qua đời tại Harby gần Lincoln vào cuối năm 1290, và sau khi bà qua đời, Edward đã cho xây dựng một thập ác bằng đá tại mỗi điểm dừng chân trên hành trình đến Luân Đôn, kết thúc tại Charing Cross, được gọi là Thập ác Eleanor. Chuỗi tượng đài có thể bao gồm ngôi mộ được cải tạo của Thánh Hugh Nhỏ, người bị lầm tưởng là do người Do Thái giết hại, nhằm củng cố danh tiếng của Leonor như một người chống lại tội phạm được gắn cho người Do Thái.
Leonor đã tạo ra ảnh hưởng lớn về mặt văn hóa. Bà là một người bảo trợ nhiệt thành cho văn học và khuyến khích sử dụng thảm trang trí, thảm trải sàn và đồ dùng trên bàn theo phong cách Tây Ban Nha, cũng như các thiết kế sân vườn sáng tạo. Ngoài ra, Leonor là một người bảo trợ hào phóng của các tu sĩ dòng Đa Minh, thành lập các tu viện ở Anh và hỗ trợ công việc của họ tại các trường đại học Oxford và Cambridge. Bất chấp nguồn gốc tài sản, sự độc lập về tài chính của Leonor đã có tác động lâu dài đến vị thế thể chế của các vương hậu nước Anh, thiết lập sự độc lập trong hành động của họ về sau này. Sau khi qua đời, danh tiếng của Leonor được định hình bởi những lời kể hư cấu mâu thuẫn nhau, theo hướng tích cực lẫn tiêu cực, hoặc miêu tả bà là người bạn đồng hành tận tụy của Edward I hay là một người Tây Ban Nha mưu mô. Những câu chuyện này đã ảnh hưởng đến số phận của thập ác Eleanor, điều mà Leonor có lẽ được biết đến nhiều nhất ngày nay. Các nhà sử học thường bỏ qua Leonor và triều đại của bà như một chủ đề nghiên cứu nghiêm túc, nhưng bà đã nhận được nhiều sự chú ý hơn kể từ những năm 1980.

## Cuộc đời

### Thời niên thiếu
Sinh ra tại Burgos, Leonor là người con thứ hai trong số năm người con của vua Fernando III của Castilla và Jeanne I, Nữ Bá tước xứ Ponthieu. Vương nữ được đặt tên theo cụ nội là Eleanor của Anh, con gái của Henry II của Anh và Aliénor của Aquitaine. Vì cha mẹ Leonor đã cách xa nhau 13 tháng khi vua Fernando đang tham gia một chiến dịch quân sự ở Andalusia, từ đó ông chỉ trở về phía bắc Tây Ban Nha vào tháng 2 năm 1241, và Leonor có lẽ được sinh ra vào cuối năm này. Triều đình của cha bà và người anh cùng cha khác mẹ là Alfonso X của Castilla được biết đến với bầu không khí văn chương. Cả hai vị vua đều khuyến khích việc giáo dục rộng rãi cho con cái hoàng gia, và do đó có khả năng Leonor đã được giáo dục theo tiêu chuẩn cao hơn bình thường, một khả năng được củng cố bởi các hoạt động văn chương sau này khi bà là vương hậu. Leonor đã ở bên giường bệnh của cha tại Sevilla vào năm 1252.

### Cuộc hôn nhân được sắp đặt với Thibaut II của Navarra
Cuộc hôn nhân của Leonor vào năm 1254 với Edward I của Anh không phải là cuộc hôn nhân duy nhất mà gia đình lên kế hoạch cho bà. Các vị vua của Castilla từ lâu đã đưa ra tuyên bố mong manh là trở thành lãnh chúa tối cao của Vương quốc Navarra do lời tuyên thệ tôn kính của García VI của Navarra vào năm 1134. Năm 1253, người thừa kế của Fernando II là Alfonso X của Castilla đã đình trệ các cuộc đàm phán với Anh với hy vọng rằng vương nữ sẽ kết hôn với Thibaut II của Navarra. Cuộc hôn nhân sẽ mang lại một số lợi thế, với việc vương quốc tạo điều kiện cho việc đi lại từ Castilla đến Gascogne, và Thibaut II vẫn chưa đủ tuổi nên có cơ hội để cai trị hoặc có khả năng sáp nhập Navarra vào Castilla. Để tránh sự kiểm soát của Castilla, vào tháng 8 năm 1253, mẹ và nhiếp chính của Thibaut II là Marguerite xứ Bourbon đã liên minh với Chaime I của Aragón, và như một phần của hiệp ước, long trọng hứa rằng Thibaut sẽ không bao giờ kết hôn với Leonor.

### Hôn nhân
Năm 1252, Alfonso X khôi phục lại yêu sách của tổ tiên, lần này là với Công quốc Gascogne ở phía nam Aquitaine (lãnh thổ cuối cùng của các vị vua Anh ở Pháp), mà ông tuyên bố đã tạo thành một phần của hồi môn thuộc về Eleanor của Anh. Henry III của Anh nhanh chóng phản bác lại những yêu sách của Alfonso bằng cả các động thái ngoại giao và quân sự. Đầu năm 1253, hai vị vua bắt đầu đàm phán. Sau khi mặc cả về điều khoản tài chính cho Leonor, Henry và Alfonso đồng ý rằng vương nữ sẽ kết hôn với con trai của Henry là Edward, người hiện giữ danh hiệu Công tước xứ Gascogne, và Alfonso sẽ chuyển các yêu sách về Gascogne cho Edward. Henry rất mong hôn lễ diễn ra, ông sẵn sàng từ bỏ các công tác chuẩn bị công phu cho việc phong tước hiệp sĩ cho Edward tại Anh, và đồng ý rằng Alfonso sẽ phong tước hiệp sĩ cho Edward vào hoặc trước Lễ Đức Mẹ Lên Trời tiếp theo.
Cặp vợ chồng trẻ kết hôn tại tu viện ở Las Huelgas, Burgos vào ngày 1 tháng 11 năm 1254. Ông nội của Edward là vua John của Anh, và cụ của Leonor, Eleanor của Anh là con trai và con gái của vua Henry II và Aliénor xứ Aquitaine. Sau cuộc hôn nhân, họ đã dành gần một năm ở Gascogne, với Edward cai trị với tư cách là lãnh chúa xứ Aquitaine. Leonor khi đó mới mười ba tuổi rưỡi, gần như chắc chắn đã sinh con đầu lòng là một cô con gái chết yểu. Leonor một mình du hành đến Anh vào giữa năm 1255 và Edward đi theo bà vài tháng sau đó.
Henry III đã giải quyết cuộc khủng hoảng Gascogne nhưng vị thế của Leonor tại Anh sẽ trở nên khó khăn, khi một số người họ hàng của Leonor đã đến Anh ngay sau khi bà kết hôn. Anh trai của Leonor là Enrique của Castilla đã ở lại Anh trong ba năm, hy vọng Henry III sẽ giúp ông hòa giải với cha mình là Alfonso. Khi Leonor còn trẻ và chưa có con, viễn cảnh về một phe phái gia đình Castilla mới tại triều đình sẽ gây lo lắng cho những người xung quanh Henry, khiến vị thế của Leonor trở nên bấp bênh.

### Chiến tranh Nam tước thứ hai

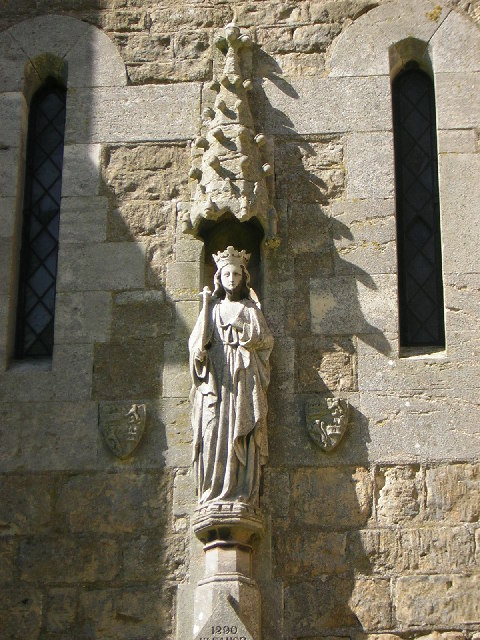
Tượng của Leonor tại nhà thờ Harby, nơi bà qua đời năm 1290.

Có rất ít ghi chép về cuộc sống của Leonor tại Anh cho đến những năm 1260, khi Chiến tranh Nam tước lần thứ hai giữa Henry III và các nam tước chia cắt vương quốc. Trong thời gian này, Leonor tích cực ủng  lợi ích của Edward, nhập cung thủ từ hạt Ponthieu của mẹ bà tại Pháp. Leonor ở Anh khi diễn ra chiến tranh, và giữ Lâu đài Windsor cùng các tù nhân nam tước cho Edward. Tin đồn Leonor đang tìm kiếm quân lính mới từ Castilla đã khiến thủ lĩnh nam tước Simon de Montfort ra lệnh trục xuất bà khỏi Lâu đài Windsor vào tháng 6 năm 1264 sau thất bại của quân đội bảo hoàng tại Trận Lewes.
Edward bị bắt ở Lewes và bị cầm tù, còn Leonor bị giam giữ tại Cung điện Westminster. Sau khi quân đội của Edward và Henry đánh bại quân đội nam tước trong Trận Evesham năm 1265, Edward đóng vai trò quan trọng trong việc cải cách chính phủ, và Leonor trở nên nổi bật hơn. Vị trí của Leonor đã được cải thiện đáng kể vào tháng 7 năm 1266, sau khi sinh ba cô con gái chết yểu, Leonor đã hạ sinh một người con trai là John, tiếp theo là con trai thứ hai Henry vào mùa xuân năm 1268, và một cô con gái khỏe mạnh là Eleanor vào tháng 6 năm 1269.

### Cuộc thập tự chinh
Leonor của Castilla xuất thân từ một gia đình tham gia nhiều vào các cuộc Thập tự chinh, và bà rất tận tụy với lời kêu gọi chiến đấu của nhà thờ và đã thề sẽ tham gia. Phụ nữ không bắt buộc phải tham gia để thực hiện lời thề của mình, và nếu không bị cấm thì họ sẽ không được khuyến khích. Mặc dù các thành viên nữ khác trong gia đình Leonor đều tham gia cuộc thập tự chinh, nhưng đây được coi là hành động khác thường.
Đến năm 1270, nước Anh giành được nền hòa bình, và Edward cùng Leonor rời đi để tham gia cùng chú của Edward là Louis IX của Pháp trong cuộc Thập tự chinh lần thứ tám. Louis qua đời tại Carthage trước khi họ đến nơi, và cặp đôi đã dành mùa đông tại Sicilia rồi tiến đến Akko (Arce) tại Đất Thánh, nơi họ đến vào tháng 5 năm 1271. Leonor hạ sinh một cô con gái, được gọi là Joan xứ Acre theo nơi sinh của vương nữ.
Cuộc thập tự chinh đã thất bại về mặt quân sự, nhưng Baybars của triều đại Bahri lo lắng về sự hiện diện của Edward tại Akko và vào tháng 6 năm 1272, do đó một nỗ lực ám sát Edward đã được thực hiện. Edward bị thương ở cánh tay do một con dao găm được cho là có tẩm thuốc độc. Vết thương nhanh chóng bị viêm nghiêm trọng và một bác sĩ đã cứu Edward bằng cách cắt bỏ phần thịt bị bệnh, sau khi Leonor được đưa ra khỏi giường của chồng "trong tiếng khóc than".
Leonor và Edward rời Akko vào tháng 9 năm 1272. Tại Sicilia vào tháng 12 năm đó, họ biết tin Henry III qua đời vào ngày 16 tháng 11. Sau chuyến đi đến Gascogne, nơi người con tiếp theo là Alphonso, được đặt theo tên anh trai của Leonor là Alfonso X, chào đời, Edward và Leonor trở về Anh và cùng nhau đăng quang vào ngày 19 tháng 8 năm 1274.

## Vương hậu nước Anh

Huy hiệu của Leonor của Castilla với tư cách là Vưong hậu nước Anh

Bằng chứng hiện có cho thấy Leonor và Edward hết lòng vì nhau, và Edward đã chung thủy với vợ trong suốt cuộc hôn nhân. Hai vợ chồng hiếm khi xa nhau, khi Leonor đi cùng Edward trong các chiến dịch quân sự tại Wales, hạ sinh con trai Edward tại Lâu đài Caernarfon vào ngày 25 tháng 4 năm 1284. Ghi chép của họ kể lại những sự việc cho thấy một mối quan hệ thoải mái, thậm chí là hài hước giữa hai người. Hàng năm vào Thứ Hai Phục Sinh, Edward cho phép những người hầu của Leonor nhốt ông trên giường và trả cho họ một khoản tiền chuộc tượng trưng để ông có thể đến phòng ngủ của vợ vào ngày đầu tiên sau Mùa Chay. Phong tục này quan trọng với Edward đến nỗi vào năm 1291, vào Thứ Hai Phục Sinh đầu tiên sau khi Leonor qua đời, ông đã đưa cho những người hầu của Leonor số tiền mà ông sẽ đưa cho họ nếu như bà còn sống. Edward không thích các nghi lễ, khi vào năm 1290, ông từ chối tham dự lễ cưới của Bá tước Nguyên soái Roger Bigod, Bá tước thứ 5 xứ Norfolk, và Leonor đã trả tiền cho các nhạc sĩ chơi nhạc cho Edward trong khi ông ngồi một mình trong suốt lễ cưới.

### Việc thu hồi đất và không được lòng dân
Việc Leonor sở hữu đất đai là điều chưa từng có đối với một vương hậu nước Anh: từ năm 1274 đến năm 1290, bà đã mua được các điền trang trị giá khoảng 2.600 bảng Anh mỗi năm. Số tiền này chiếm phần lớn chi tiêu của Leonor, lên tới 8.000 bảng Anh một năm vào thời điểm bà qua đời, trong khi thu nhập từ đất hồi môn của bà trị giá 4.500 bảng Anh, số tiền mà bà sẽ được hưởng trong trường hợp Edward qua đời. Edward đã khởi xướng quá trình này, vì ông muốn Leonor được nắm giữ đủ đất đai để đáp ứng nhu cầu tài chính của mình mà không cần rút tiền từ các quỹ cần thiết cho chính phủ, và trở nên độc lập nếu như bà trở thành góa phụ. Quá trình này bắt đầu sau Trận Evesham khi Leonor nhận được khoản tài trợ cho các vùng đất trước đây do quân nổi loạn nắm giữ.

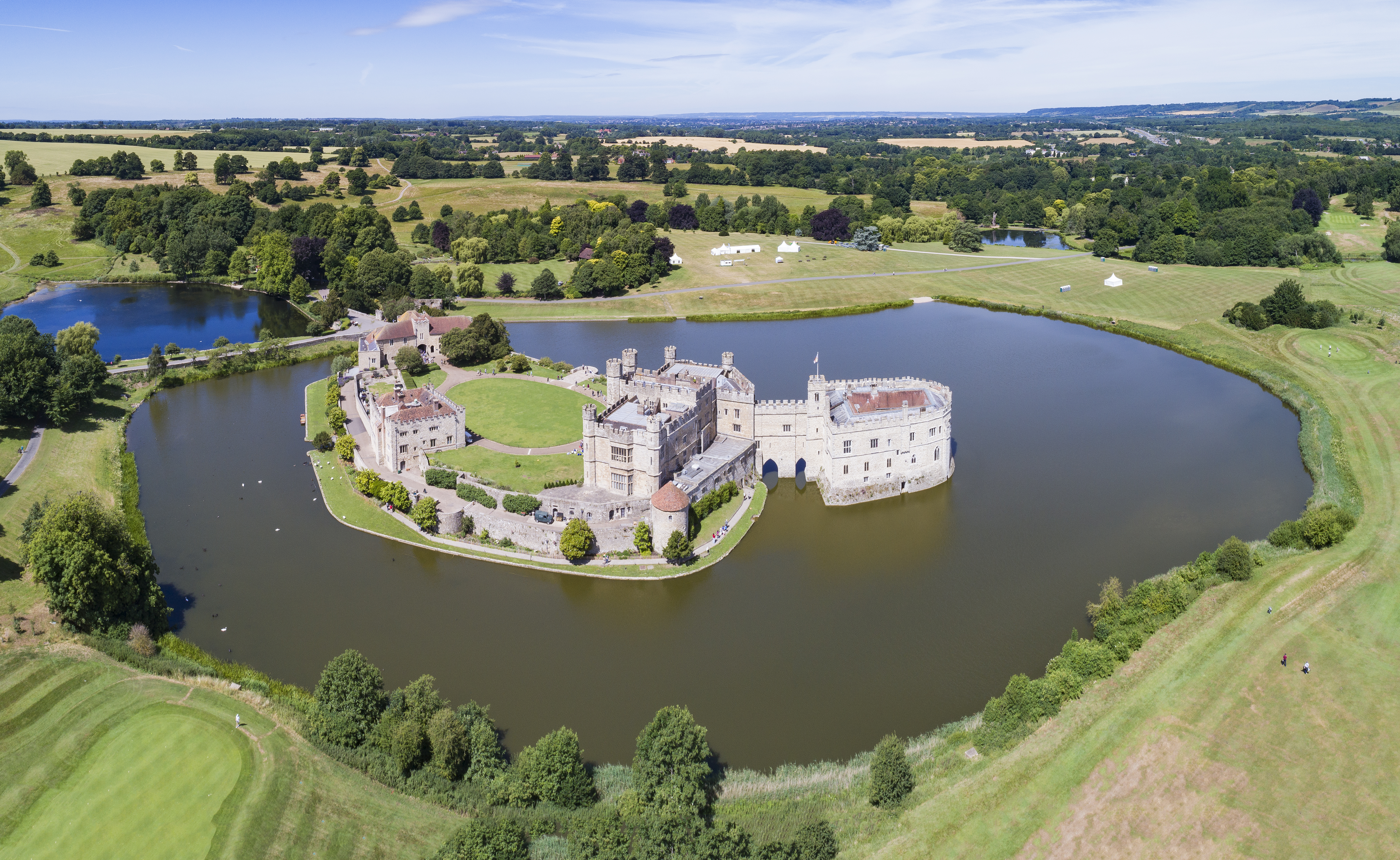
Lâu đài Leeds, Kent, được Leonor mua lại với giá chiết khấu lớn thông qua việc bán trái phiếu nợ của người Do Thái.

Trong khoảng thời gian từ năm 1270 đến năm 1281, một phương pháp quan trọng để Leonor có được đất đai là mua rẻ các khoản nợ của các địa chủ theo Thiên chúa giáo với những người cho vay tiền Do Thái. Để đổi lấy việc xóa nợ, Leonor nhận được đất đai đã thế chấp để trả nợ. Kể từ đầu những năm 1200, cộng đồng người Do Thái đã bị đánh thuế vượt quá khả năng chi trả, dẫn đến việc giảm nguồn vốn của một số ít người cho vay Do Thái dùng để duy trì hoạt động vay tiền. Người Do Thái cũng không được phép nắm giữ tài sản đất đai. Trái phiếu cho đất đai có thể được bán để thu hồi nợ quá hạn nhưng chỉ có thể được giao dịch khi có sự cho phép của hoàng gia, nghĩa là Leonor và một nhóm cận thần rất giàu có được lựa chọn là những người hưởng lợi độc quyền từ những lần bán này. Các loại thuế quá mức định kỳ của người Do Thái được gọi là "tallage" sẽ buộc họ phải bán trái phiếu của mình với giá rất rẻ và những trái phiếu này sẽ được các cận thần mua lại. Việc tiếp cận các trái phiếu đất giá rẻ này có thể được coi là một hình thức bảo trợ của hoàng gia.
The king would like to get our gold,

the queen, our manors fair, to hold ...

Nhà vua muốn có vàng của chúng ta,

vương hậu, các điền trang của chúng ta, để giữ lấy ...

Đến những năm 1270, tình hình này đã đẩy cộng đồng Do Thái rơi vào tình thế tuyệt vọng trong khi Edward, Leonor và một số người khác đã giành được những điền trang mới rộng lớn. Tuy nhiên, theo những người đương thời, vấn đề này xuất phát từ nạn "cho vay nặng lãi" của người Do Thái, góp phần làm gia tăng tư tưởng bài Do Thái. Việc Leonor tham gia vào hoạt động cho vay nặng lãi của người Do Thái và tước đoạt tài sản của những địa chủ trung lưu khiến bà bị chỉ trích, bởi các thành viên của tầng lớp địa chủ lẫn nhà thờ. Một ví dụ về một điền trang được mua với giá rẻ là việc William de Leybourne nhượng lại Lâu đài Leeds cho Edward và Leonor, và nơi đây trở thành dinh thự ưa thích. Qua những vụ mua lại này, Leonor đã phải chịu "tiếng xấu". Những ghi chép về việc Leonor không được ưa thích rất phổ biến: ví dụ, Walter xứ Guisborough đã làm nổi bật danh tiếng của Leonor và lưu giữ một bài thơ phản ánh tính tham lam của bà. Người viết biên niên sử của Tu viện Dunstable đã viết trong một thông báo về cái chết của Leonor: "là người Tây Ban Nha từ khi sinh ra, bà đã sở hữu nhiều điền trang đẹp". John Peckham, Tổng giám mục Canterbury, đã cảnh báo những người hầu của Leonor về những hoạt động của bà trên thị trường đất đai và mối quan hệ với những người cho vay nặng lãi rất không được lòng dân:
Một tin đồn đang lan truyền khắp vương quốc và gây ra nhiều tai tiếng. Người ta nói rằng vương hậu lừng lẫy mà ngươi phục vụ đang chiếm giữ nhiều điền trang, đất đai và các tài sản khác của giới quý tộc, và đã biến chúng thành tài sản của riêng mình - những vùng đất mà người Do Thái đã tống tiền bằng cách cho vay nặng lãi từ những người Thiên chúa giáo dưới sự bảo vệ của triều đình.
Peckham cũng cảnh báo Leonor về những khiếu nại chống lại các yêu cầu của viên chức đối với người thuê nhà của bà.
Phần lớn đất đai mà Leonor có được không phải là thông qua việc mua trái phiếu của người Do Thái với giá rẻ. Phương pháp này suy giảm sau năm 1275, và đặc biệt là sau năm 1281, vì Vương quyền đã lấy đi phần lớn của cải của cộng đồng Do Thái. Vào cuối những năm 1280, thu nhập của Leonor là từ những vùng đất mà bà đã mua đủ để tài trợ cho những lần mua sắm trong tương lai. Việc lựa chọn đất đai của Leonor là sáng suốt và nhằm mục đích củng cố các điền trang của bà. Những vùng đất lân cận thay vì biệt lập được chọn, và giá của các vụ mua lại tiềm năng ít quan trọng hơn việc liệu nó có hợp lý đối với việc quản lý điền trang của bà hay không. Leonor có thể tìm kiếm đất đai nhờ vào thông tin tình báo mà các cố vấn thu thập được, và có lợi thế to lớn cùng sự giàu có khi có thể lựa chọn những chiến lược như vậy. Bà cũng có thể thỏa hiệp với những người có đất đai đang được mua. Chiến lược của Leonor không nhất thiết quan trọng việc đất đai được trao cho bà ngay lập tức hay với mức giá thấp nhất có thể, điều này giúp bà khác biệt so với những cận thần khác, những người có xu hướng mua đất đai để sinh lời ngay lập tức. Có bằng chứng cho thấy những người quản lý của Leonor có thể đã áp đặt những điều khoản rất nghiêm ngặt và bà hẳn đã biết về hành động của họ. Ngaòi ra, bà rất chú ý đến việc giao dịch bất động sản. Leonor mắc phải các khoản nợ phải trả khi kế vị Ponthieu vào năm 1279, và tiếp tục mua lại 24 bất động sản trong khu vực trong những năm tiếp theo, một phần được tài trợ từ thu nhập của bà tại Anh.
Tài khoản tài chính của người thi hành di chúc của Leonor ghi lại việc thanh toán tiền bồi thường cho những người đã đưa vụ việc ra tòa vào năm 1291, được thực hiện theo yêu cầu của bà ngay trước khi qua đời để bồi thường cho những hành vi sai trái trong giao dịch tài sản. Leonor có thể đã biết về các chiến thuật cứng rắn của những người quản lý vì thường xuyên được thông báo về các hoạt động liên quan đến bất động sản của mình. Bất chấp cách bà có được điền trang và thu nhập, vương quyền của Leonor có ý nghĩa quan trọng trong lịch sử Anh đối với sự phát triển của một hệ thống tài chính ổn định dành cho vợ của nhà vua, và việc hoàn thiện quá trình này đã mang lại đặc quyền cho vương hậu.

### Khoản thu nhập khác
Với tư cách là vương hậu, Leonor có thu nhập khác ngoài thu nhập từ điền trang của mình. Vàng của Vương hậu được trả như một khoản tiền bổ sung là mười phần trăm thuế. Bà cũng được hưởng lợi từ doanh thu từ các điền trang bỏ trống và có thể được cấp thu nhập từ các phiên tòa và việc tịch thu, nhưng thu nhập Leonor nhận được từ những nguồn này lại tùy thuộc vào quyết định của nhà vua.
Leonor được cấp một khoản thu nhập đáng kể từ các tài sản ẩn hoặc không được nhận từ các phiên tòa. Ví dụ, vào cuối những năm 1270, người Do Thái bị nhắm đến vì các tội danh cắt xu. Mặc dù bằng chứng phần lớn là bịa đặt, khoảng mười phần trăm dân số Do Thái (hơn 300 người) đã bị kết án tử hình. Tài sản của họ bị tịch thu và nộp cho nhà nước, cùng với tiền phạt cho những người trốn thoát khỏi án treo cổ. Hơn 16.500 bảng Anh đã được thu thập, trong đó Leonor nhận được một phần đáng kể. Các khoản thu nhập khác từ người Do Thái đến từ việc tịch thu tài sản của họ sau khi họ qua đời, đặc biệt nếu Leonor có mối quan hệ tài chính chặt chẽ với họ. Sau Sắc lệnh trục xuất năm 1290, theo đó toàn bộ dân số Do Thái bị trục xuất khỏi Anh, nhà cửa, khoản nợ và tài sản khác của họ đã bị tịch thu cho Vương quyền. Khoảng 2.000 bảng Anh đã được quyên góp cho Vương quyền từ việc bán hàng, nhưng phần lớn được trao tặng dưới dạng khoảng 85 khoản tài trợ cho các cận thần, bạn bè và gia đình. Trong đó, Leonor đã tặng giáo đường Do Thái tại Canterbury cho thợ may của mình.

### Ảnh hưởng chính trị
Leonor được trao ít vai trò chính trị công khai, và ngay cả trong các vấn đề ngoại giao, vai trò của bà cũng rất nhỏ. Edward đã nghe theo lời khuyên của bà về độ tuổi mà con gái họ có thể kết hôn với những nhà cai trị nước ngoài, ngăn cản cô con gái 12 tuổi Eleanor rời khỏi Anh vào năm 1282. Leonor đã được giáo dục một phần về các hoạt động ngoại giao, chẳng hạn như tặng quà cho các vương tử và sứ thần đến thăm, như một phương tiện để giành được ảnh hưởng, và là cách can thiệp để giảm bớt căng thẳng từ cách tranh chấp bởi mẹ của Edward là Éléonore xứ Provence. Trong khi Edward tôn trọng nghĩa vụ của mình đối với anh trai của Leonor là Alfonso X, sự hỗ trợ của ông có thể được coi là tương đối hạn chế. Khi nhu cầu của Alfonso trở nên cấp thiết vào đầu những năm 1280, Edward đã không gửi các hiệp sĩ Anh đến Castilla mà gửi các hiệp sĩ từ Gascogne, nơi gần Castilla hơn.
Leonor đóng vai trò trong các cố vấn của Edward nhưng bà không công khai sử dụng quyền lực, ngoại trừ những lúc được chỉ định làm trung gian hòa giải các tranh chấp giữa giới quý tộc ở Anh và Gascogne. Leonor hướng sự chú ý của Edward đến Vegetius khi bà ủy thác việc dịch tác phẩm De Re Militari sang tiếng Pháp cổ trong cuộc Thập tự chinh ở Akko năm 1272. Bà cũng can thiệp vào các tranh chấp, ví dụ như để hạn chế hậu quả từ các cuộc nổi loạn của Nam tước và để bảo vệ Bá tước xứ Cornwall vào năm 1287 trước các cáo buộc về việc không có đủ thẩm quyền, với lý do là chúng không có căn cứ. Leonor là một "người điều hành thông minh" tại triều đình với "ảnh hưởng đặc biệt" nhờ tình yêu của Edward dành cho bà. Bà dường như đã hạn chế vai trò của mình để tránh những lời chỉ trích mà mẹ chồng bà từng phải trải qua, và có lẽ là do mối quan tâm trước mắt của bà về việc mang thai và xây dựng đất đai.
Edward đã chuẩn bị sẵn sàng để chống lại những yêu cầu của Leonor hoặc ngăn cản bà nếu ông cảm thấy bà hành động quá mức, và Edward mong đợi các bộ trưởng sẽ kiềm chế Leonor nếu hành động của bà gây bất tiện cho những người quan trọng trong vương quốc. Vào một lần, Ngài Đại Chưởng ấn Robert Burnell đã đảm bảo với Giám mục Winchester, người mà vương hậu đang yêu cầu trả lại khoản nợ, rằng ông sẽ nói chuyện với vương hậu và sau đó mọi chuyện sẽ kết thúc tốt đẹp cho vị giám mục. Với tư cách là vương hậu, cơ hội lớn nhất để Leonor có được quyền lực và ảnh hưởng sẽ đến sau này khi các con trai bà lớn lên, bằng cách thúc đẩy sự nghiệp chính trị và quân sự của họ.

#### Thăng tiến cho người thân
Leonor bảo trợ nhiều người họ hàng của mình, mặc dù với tư cách là vương hậu, do người ngoại quốc không được ưa chuộng tại Anh, và sự chỉ trích về lòng hào phóng của Henry III và Éléonore xứ Provence đối với họ, Leonor đã thận trọng trong việc lựa chọn người họ hàng nào để hỗ trợ. Thay vì gả anh em họ cho những nữ thừa kế người Anh, điều này sẽ đưa tài sản của Anh vào tay người nước ngoài, Leonor đã sắp xếp cuộc hôn nhân với các nam tước người Anh cho các chị em họ. Edward đã ủng hộ Leonor hết lòng trong những nỗ lực này, vì điều này đã mang đến cho ông và gia đình, cùng với việc Leonor đang có khả năng trở thành góa phụ, một mạng lưới những người ủng hộ tiềm năng mở rộng.
Trong một số trường hợp, các kế hoạch hôn nhân của Leonor dành cho những người chị em họ đã mang đến cho Edward, cũng như cha chồng bà là Henry III, những cơ hội để duy trì mối quan hệ lành mạnh với các vương quốc khác. Cuộc hôn nhân của Marguerite de Guînes, người họ hàng của Leonor, với Bá tước xứ Ulster, một trong những nhà quý tộc Anh có ảnh hưởng nhất tại Ireland, đã mang đến cho Edward một mối quan hệ gia đình mới ở Ireland và cả với Scotland vì Marie de Coucy, chị họ của Marguerite là mẹ của Alexander III, em rể của Edward. Kế hoạch hôn nhân của Leonor được ghi chép sớm nhất đã liên kết một trong những người anh chị em họ tại Châtellerault với một thành viên thuộc gia tộc Lusignan, những người họ hàng bên mẹ được Henry III vô cùng yêu quý, củng cố mối quan hệ của nhà vua với gia tộc trên và tạo ra mối quan hệ mới giữa vua Anh và một gia tộc quyền lực tại Poitou, phía bắc Gascogne.

### Văn hóa và những sở thích khác
Mặc dù không được phép tham gia vào bất kỳ vai trò chính trị công khai nào, Leonor vẫn tìm thấy những cách giải tỏa khác. Bà là một người bảo trợ tích cực cho văn học, duy trì phòng chép sách hoàng gia duy nhất được biết đến vào thời điểm đó tại Bắc Âu, với những người chép sách và ít nhất một người minh họa để sao chép sách cho bà. Một số tác phẩm được sản xuất là những câu chuyện lãng mạn và cuộc đời của các vị thánh, tuy nhiên sở thích của Leonor lại rộng hơn thế và không chỉ giới hạn ở các tác phẩm từ phòng viết của riêng bà. Số lượng và sự đa dạng của các tác phẩm mới được viết cho Leonor cho thấy sở thích của bà rất rộng và tinh tế.

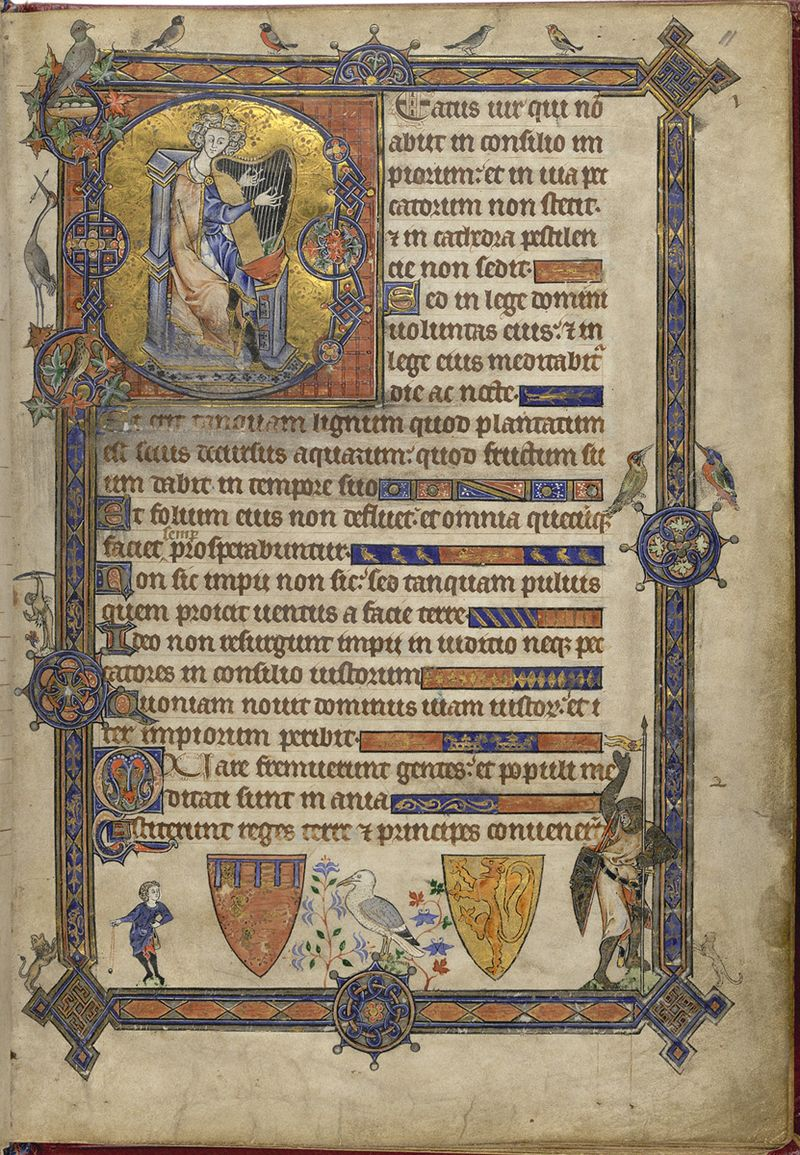
Sách Thánh Vịnh Alphonso, hay sách thánh vịnh, được cho là do Leonor đặt làm

Sau khi Leonor kế vị mẹ là Jeanne I trở thành Nữ Bá tước xứ Ponthieu vào năm 1279, một câu chuyện tình lãng mạn về cuộc đời của một bá tước xứ Ponthieu hư cấu vào thế kỷ thứ chín đã được viết cho bà. Leonor đã ủy thác viết một câu chuyện về vua Arthur với chủ đề về Northumbria, có thể là để dành cho đám cưới của lãnh chúa Northumbria John de Vescy, người kết hôn với một người bạn thân và họ hàng của bà. Vào những năm 1280, Tổng giám mục Peckham đã viết một tác phẩm thần học cho Leonor để giải thích về các thiên sứ và vai trò của họ. Gần như chắc chắn rằng bà đã ủy thác biên soạn Thánh Vịnh Alphonso, hiện đang được lưu giữ tại Thư viện Anh, và cũng được cho là người ủy thác biên soạn Thánh Vịnh Bird, trên đó có khắc huy hiệu của Alphonso và người vợ tương lai. Những ghi chép của Leonor cho thấy bà đã trao đổi thư từ với một người thợ ở Oxford vào năm 1290 về một trong những cuốn sách của bà. Cũng có bằng chứng cho thấy Leonor đã trao đổi sách với anh trai là Alfonso X. Leonor được cho là nói tiếng Pháp, vốn là ngôn ngữ của mẹ bà và là ngôn ngữ chính thức của triều đình Anh. Tất cả các tác phẩm văn học còn tồn tại dành cho Leonor đều là bằng tiếng Pháp.

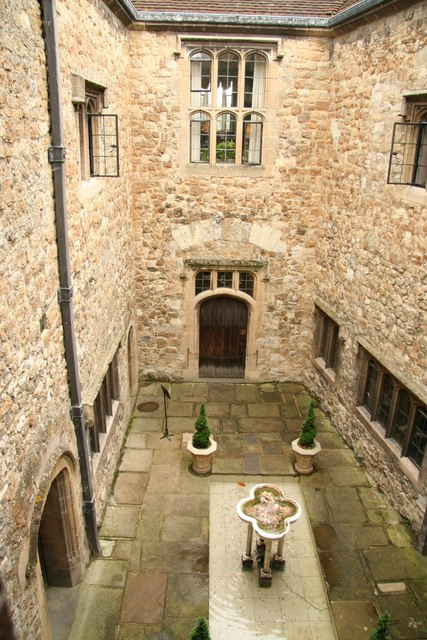
Đài phun nước tại Lâu đài Leeds

Trong gia đình, Leonor nhấn mạnh sự thoải mái và thực hiện những thay đổi trong nơi ở để thể hiện sở thích của bà. Bà đã ủy thác cho các công trình phòng tắm có đường ống tại Lâu đài Leeds và phòng tắm lát gạch ở những nơi khác, phản ánh văn hóa phòng tắm của Castilla. Leonor đã phổ biến việc sử dụng thảm trang trí và thảm trải sàn. Việc sử dụng đồ treo tường và đặc biệt là đồ trải sàn được coi là sự xa hoa của người Tây Ban Nha khi bà đến Luân Đôn, nhưng đến thời điểm bà qua đời, nó trở nên rất thịnh hành trong giới nhà giàu. Leonor cũng khuyến khích sử dụng đồ dùng trên bàn ăn, dao và nĩa được trang trí thanh lịch, mặc dù không chắc chắn liệu nĩa được sử dụng làm đồ dùng ăn uống hay đồ dùng phục vụ từ bát hoặc đĩa chung. Bà cũng có ảnh hưởng đáng kể đến sự phát triển của thiết kế sân vườn trong các điền trang hoàng gia. Việc chi tiêu nhiều cho các khu vườn, bao gồm việc sử dụng các đặc điểm của nước (như đài phun nước), thường thấy trong các thiết kế sân vườn Castilla, được thể hiện rõ tại các cơ ngơi của Leonor và ở hầu hết những nơi bà ở. Tòa nhà Gloriette đẹp như tranh vẽ (hay tòa nhà vườn trên cao) tại Lâu đài Leeds được xây dựng dưới thời Leonor, và bà cũng đưa ao cá, chuồng chim và các loài thực vật Tây Ban Nha vào khu vườn và khuôn viên. Nguồn cung cấp thực phẩm trong gia đình Leonor, bao gồm dầu ô liu, pho mát Pháp và trái cây tươi, phản ánh nền giáo dục Tây Ban Nha của bà. Bà cũng giữ mối liên hệ với Akko và thời gian tham gia Thập tự chinh, đặt mua thực phẩm và các mặt hàng khác từ Akko trong suốt thời gian ở tại Anh.
Leonor rất thích săn bắn, đặc biệt là với chó. Gia đình hoàng gia thường ở lại Quenington tại Cotswolds vào mỗi tháng Hai để đi săn. Ngoài ra, Leonor còn đam mê cưỡi ngựa và thuê những người nuôi ngựa Tây Ban Nha, cũng như yêu thích cờ vua và backgammon và truyền sở thích này cho các con của mình.

### Quan điểm tôn giáo và bảo trợ
Các nhà biên niên sử tu viện đương thời không đề cập nhiều đến lòng mộ đạo của Leonor, vốn được coi là phẩm chất quan trọng của một vương hậu. Việc thiếu tài liệu do khoảng cách của Leonor với các Giám mục Anh, những người đại diện cho hệ thống cấp bậc truyền thống, và sự ưu tiên của bà đối với Dòng tu Đa Minh, nơi bà là người bảo trợ, thành lập một số tu viện ở Anh và hỗ trợ công việc của họ tại các trường Đại học Oxford và Cambridge. Lòng mộ đạo của Leonor mang tính trí tuệ và củng cố ý tưởng rằng các thế lực tối cao luôn ủng hộ Leonor. Ngoài nền tảng tôn giáo, Leonor không thích làm những việc thiện, mà để các giáo sĩ phân phát của bố thí cho mình. Ngoài ra, bà đã quyên góp một khoản tiền đáng kể cho các tổ chức từ thiện.

### Leonor như một người mẹ

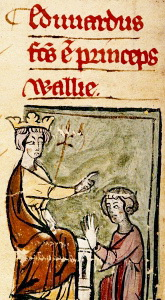
Edward I và con trai, Thân vương xứ Wales và là Edward II tương lai, được vẽ vào năm 1301, khoảng mười một năm sau khi Leonor qua đời.

Leonor đã hạ sinh từ 14 đến 17 người con, tuy nhiên chỉ có sáu người sống đến tuổi trưởng thành. Hầu hết con cái của Leonor đều được sinh ra tại Windsor, mặc dù bà đã sinh ba người con trong những chuyến du hành. Leonor và Edward được cho là tận tụy với nhau hơn là với con cái. Với tư cách là vua và vương hậu, họ không thể dành nhiều thời gian ở một nơi, khi những đứa con còn rất nhỏ, chúng không thể chịu đựng được sự khắc nghiệt của việc di chuyển liên tục cùng cha mẹ. Những người con có một đoàn hầu cận được điều hành bởi những người hầu được lựa chọn cẩn thận vì năng lực và lòng trung thành, và những người mà cha mẹ thường xuyên trao đổi thư từ. Những đứa trẻ sống với những người hầu cho đến khi chúng khoảng bảy tuổi, sau đó bắt đầu đi cùng cha mẹ vào những dịp quan trọng. Đến năm 13 tuổi, những đứa trẻ dành phần lớn thời gian ở bên cha mẹ. Năm 1290, Leonor cử một trong những người ghi chép  đến với các con của mình, có lẽ là để giúp đỡ trong việc học hành.
Con cái của Leonor thường được người thân và những gia đình đáng tin cậy khác chăm sóc. Năm 1274, khi cậu con trai sáu tuổi Henry đang hấp hối tại Guildford, không ai trong số Edward hay Leonor thực hiện chuyến đi ngắn từ London đến thăm vương tử, nhưng mẹ của Edward là Éléonore xứ Provence đã chăm sóc Henry. Henry đã sống với bà nội trong khi cha mẹ vắng mặt trong cuộc thập tự chinh, và vì Henry mới chỉ hai tuổi khi cha mẹ rời khỏi Anh vào năm 1270, nên cậu không thể có những ký ức đáng kể về họ khi họ trở về nước vào tháng 8 năm 1274, chỉ vài tuần trước khi cậu qua đời. Thái hậu Éléonore lại là người gần gũi và an ủi cháu trai hơn là cha mẹ cậu. Edward và Leonor cho phép mẹ vợ là Jeanne, Nữ Bá tước xứ Ponthieu nuôi nấng cháu gái Joan xứ Acre tại Ponthieu, khi việc nuôi dưỡng những đứa trẻ quý tộc thuộc những gia tộc danh giá khác là điều phổ biến. Tuy nhiên, họ hối hận vì đã cho phép Jeanne xứ Ponthieu nuôi dưỡng Joan. Khi vương nữ sáu tuổi trở về Anh vào năm 1278, hai người nhận ra rằng cô bé đã bị chiều hư, và là một đứa trẻ hiếu động, đôi khi ngang ngạnh.

### Tính cách
Đối với bạn bè và gia đình thân thiết, Leonor có vẻ tốt bụng, trung thành và chu đáo. Mặc dù không quá quyến rũ, nhưng Leonor có vẻ có khiếu hài hước như việc thuê hai người hề. Trái ngược với những người tiền nhiệm và kế nhiệm, sở thích của bà về trang phục hàng ngày hay việc sửa chữa quần áo thay vì thay mới cho thấy tính thực tế của Leonor. Với những người bên ngoài vòng tròn thân thiết, Leonor thường xuyên tỏ ra khắc nghiệt và thích thao túng, và được biết đến là hay nổi nóng.
Hai lá thư từ Peckham cho thấy một số người nghĩ rằng Leonor đã thúc giục Edward cai trị một cách khắc nghiệt, và là một người phụ nữ nghiêm khắc, không coi nhẹ nếu có ai đó làm trái ý mình, trái ngược với kỳ vọng vào thời kỳ này rằng các vương hậu nên can thiệp với chồng mình để bảo vệ những người nghèo khổ, bị áp bức và bị kết án. Edward đã cảnh báo một tu viện nữ rằng: "nếu họ biết điều gì là tốt cho họ", họ sẽ chấp thuận nguyện vọng của vương hậu và chấp nhận một người phụ nữ mà tu viện đã từ chối vào nhà họ, người mà Leonor đã quyết định bảo trợ cho ơn gọi của bà. Hồ sơ từ chính quyền của nhà vua cho thấy Hugh Despenser Cả, người đã đồng ý cho Leonor giữ một trong những điền trang của ông để trả hết nợ, đã nghĩ đến việc yêu cầu đảm bảo chính thức từ Ngân khố của Nhà vua rằng điền trang sẽ được trả lại cho ông ngay sau khi vương hậu thu hồi được đúng số tiền nợ. Một biên niên sử được viết tại St Albans vào năm 1307–1308 bao gồm đánh giá tích cực đầu tiên về tính cách của Leonor, mặc dù nhà biên niên sử có thể đã viết để nịnh bợ con trai bà là Edward II, người kế vị cha vào năm 1307.

## Qua đời
Leonor đã hạ sinh ít nhất 16 người con, cho thấy rằng bà không hề yếu ớt. Ngay sau khi người con út chào đời, các tài khoản tài chính từ gia đình của Edward và của Leonor cho thấy thường xuyên có các khoản thanh toán thuốc men cho vương hậu sử dụng. Bản chất của các loại thuốc không được nêu rõ trong các tài liệu này, vì vậy bản chất bệnh của Leonor không thể được suy ra cho đến cuối năm 1287, khi bà được ghi chép là bị sốt quartan hai lần, trong khi đang ở Gascogne với Edward. Điều này cho thấy Leonor đã bị một loại sốt rét. Sốt rét không gây tử vong trực tiếp nhưng làm suy yếu bệnh nhân và khiến họ dễ bị nhiễm trùng cơ hội. Trong số các biến chứng khác, gan và lá lách trở nên to, giòn và dễ bị tổn thương, có thể gây tử vong do xuất huyết nội. Cũng có khả năng là bệnh tim di truyền đã gây ra cái chết của bà.
Leonor trở về từ Gascogne vào tháng 8 năm 1289, và có những dấu hiệu từ đầu năm 1290 cho thấy bà có thể đã biết về cái chết sắp xảy ra với mình. Cuộc hôn nhân cho hai người con gái của Leonor là Margaret và Joan được sắp xếp, và các cuộc đàm phán về cuộc hôn nhân giữa chàng trai trẻ Edward xứ Caernarfon và Margaret, Thiếu nữ Na Uy, người thừa kế của Scotland được tiến hành vội vã. Vào giữa năm 1290, một chuyến đi về phía bắc qua đất đai của Leonor bắt đầu, nhưng diễn ra chậm hơn nhiều so với bình thường, và Quốc hội mùa thu được triệu tập tại Clipstone thay vì ở Luân Đôn. Các con của bà được triệu tập để đến thăm bà ở Clipstone, bất chấp những cảnh báo rằng việc đi lại có thể gây nguy hiểm cho sức khỏe của họ. Sau khi Quốc hội kết thúc, Leonor và Edward lên đường từ Clipstone đến Lincoln, và vào thời điểm này, Leonor đi được chưa đến tám dặm (13 km) mỗi ngày.
Điểm dừng chân cuối cùng của Leonor là ngôi làng tại Harby, Nottinghamshire, cách Lincoln chưa đầy bảy dặm (11 km). Cuộc hành trình bị hủy bỏ và vương hậu đã ở trong ngôi nhà của Richard de Weston, nền móng của ngôi nhà này vẫn có thể nhìn thấy gần nhà thờ giáo xứ Harby. Sau khi đón nhận nghi lễ cuối cùng của Nhà thờ, Leonor qua đời tại đó vào tối ngày 28 tháng 11 năm 1290, hưởng thọ 49 tuổi và sau 36 năm kết hôn. Edward đã ở bên giường của Leonor để lắng nghe những yêu cầu cuối cùng của vợ mình.
Edward rất đau buồn trước cái chết của Leonor, điều được thể hiện rõ trong lá thư gửi cho viện phụ xứ Cluny tại Pháp vào tháng 1 năm 1291, trong đó ông cầu nguyện cho linh hồn người vợ "mà khi còn sống chúng ta vô cùng trân trọng, và khi chết chúng ta vẫn không ngừng yêu thương". Chỉ có một trong bốn người con trai của Leonor sống sót đến tuổi trưởng thành. Thậm chí trước khi bà qua đời, Edward đã lo lắng về quyền kế vị, vì nếu các con trai qua đời, các con rể của ông có thể gây ra một cuộc chiến tranh giành quyền kế vị. Do đó, ông đã kết hôn lần nữa vào năm 1299 với Marguerite của Pháp. Edward rất vui mừng về những đứa con mà người vợ mới sinh ra, nhưng tham dự các buổi lễ tưởng niệm Leonor cho đến cuối đời.

### Đám rước, chôn cất và tượng đài

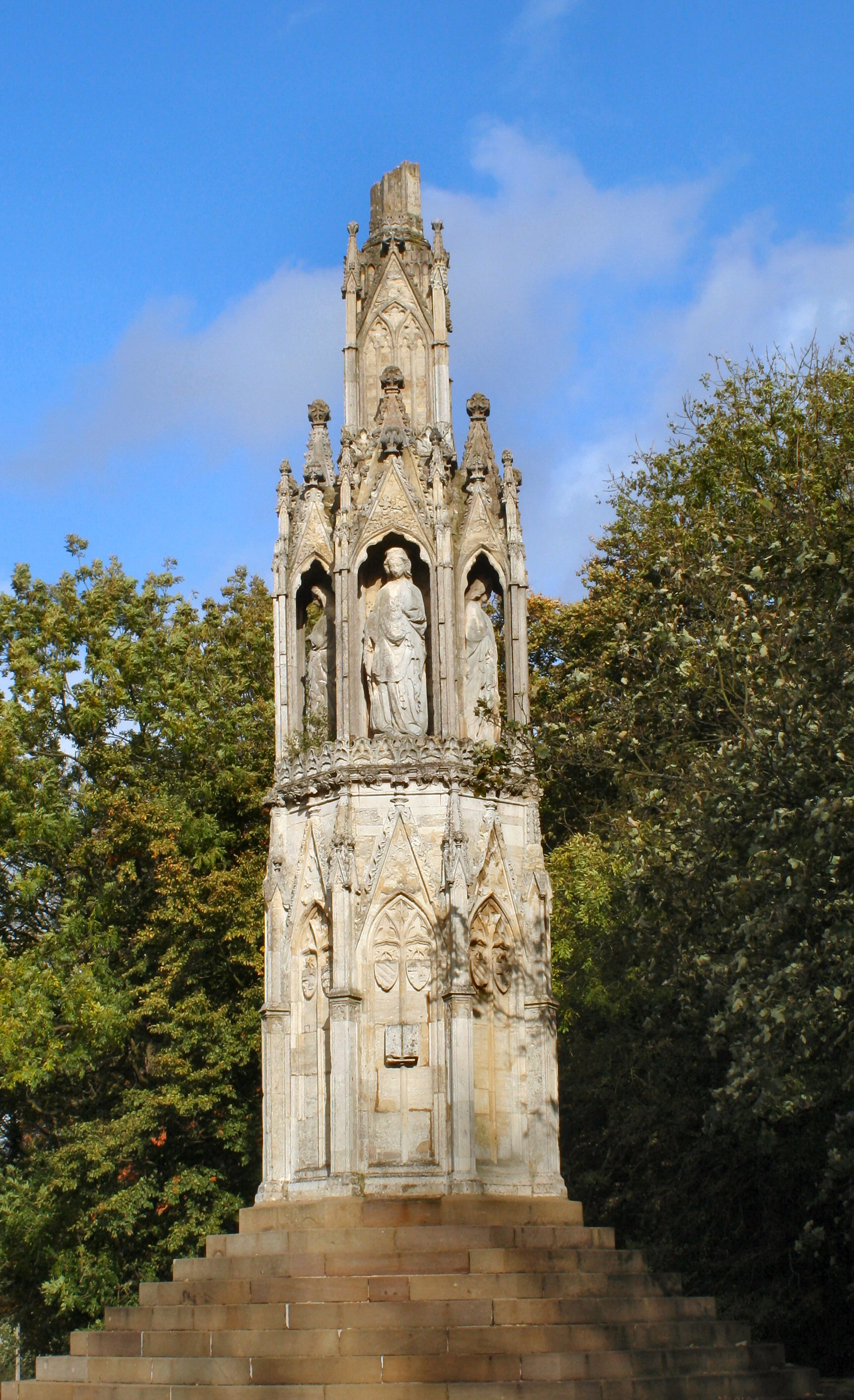
Thập ác Northampton

Thi hài ướp xác của Leonor được đưa đi trong tình trạng nguyên vẹn từ Lincoln đến Tu viện Westminster, qua trung tâm đất đai của bà, và được Edward cùng đoàn tùy tùng đông đảo những người đưa tang tháp tùng trong suốt chặng đường. Edward ra lệnh dựng những thập ác tưởng niệm tại mỗi điểm dừng chân qua đêm giữa Lincoln và Westminster. Những tượng đài có ý nghĩa nghệ thuật này, được xây dựng dựa trên những thập ác tại Pháp đánh dấu đám tang của Louis IX, đã nâng cao hình ảnh về vương quyền của Edward và cho thấy nỗi đau buồn của ông. Thập ác Eleanor được dựng tại Lincoln, Grantham, Stamford, Geddington, Hardingstone gần Northampton, Stony Stratford, Woburn, Dunstable, St Albans, Waltham, Westcheap và Charing. Chỉ có ba trong số những tượng đài này còn tồn tại, không có tượng đài nào còn nguyên vẹn, trong đó thập ác tại Geddington là ví dụ được bảo tồn tốt nhất. Cả ba tượng đài đều đã mất đi những cây thánh giá "cao ngất ngưởng" ban đầu được đặt trên đó, và chỉ còn lại những tầng thấp hơn. Thập ác Waltham đã được phục hồi đáng kể và để ngăn chặn việc thêm xuống cấp, các bức tượng ban đầu của Leonor hiện đang được đặt tại Bảo tàng Victoria và Albert, Luân Đôn.
Tượng đài hiện được gọi là "Charing Cross" tại Luân Đôn, trước ga đường sắt Charing Cross, được xây dựng vào năm 1865 để quảng bá cho khách sạn đường sắt tại ga Charing. Thập ác Charing ban đầu nằm ở đầu Whitehall tại phía nam Quảng trường Trafalgar, đã bị phá hủy vào năm 1647 bởi những người Thanh giáo và sau đó được thay thế bằng một bức tượng của Charles I.
Vào thế kỷ 13, việc ướp xác bao gồm việc moi ruột và chôn riêng tim và cơ thể không phải là điều bất thường. Leonor được chôn cất theo cách khác thường, khi nội tạng, tim và cơ thể của bà được chôn riêng. Nội tạng của bà được chôn tại Nhà thờ chính tòa Lincoln, nơi Edward đặt một bản sao của ngôi mộ Westminster. Chiếc rương đá nguyên bản của ngôi mộ Lincoln vẫn còn tồn tại, tuy nhiên bức tượng đã bị phá hủy vào thế kỷ 17 và được thay thế bằng một bản sao thế kỷ 19.
Cũng được xây dựng theo cùng phong cách như thập ác Eleanor và lăng mộ Leonor tại Lincoln là ngôi đền được cải tạo của Thánh Hugh Nhỏ, một giáo phái dựa trên cáo buộc giết người sai lệch chống lại người Do Thái. Có khả năng mối liên hệ với Leonor được tạo ra để giúp cải thiện danh tiếng của bà sau khi qua đời vì bà có liên quan chặt chẽ đến việc lạm dụng các khoản vay của người Do Thái. Theo các nhà sử học Caroline và Joe Hillaby, những thập ác và ngôi mộ này giống như một "cuộc đảo chính tuyên truyền", nhằm phục hồi hình ảnh của Leonor và miêu tả bà như người bảo vệ các tín đồ Thiên chúa giáo chống lại tội phạm được gắn cho người Do Thái sau khi họ bị trục xuất khỏi nước Anh.
Trái tim của Leonor được chôn cất tại tu viện dòng Đa Minh tại Blackfriars, Luân Đôn, cùng với trái tim của con trai Alphonso. Theo lời kể của những người thi hành di chúc, tượng đài được xây dựng tại tu viện để tưởng nhớ nơi chôn cất trái tim của bà được thiết kế vô cùng công phu, bao gồm những bức tranh tường và một bức tượng thiên thần bằng kim loại đứng dưới tán đá chạm khắc. Tuy nhiên, nó đã bị phá hủy vào thế kỷ 16 trong quá trình giải thể các tu viện.
Lễ tang của Leonor được tổ chức tại Tu viện Westminster vào ngày 17 tháng 12 năm 1290.  Ngôi mộ của Leonor, có lẽ được bà đặt làm trước khi qua đời, bao gồm chiếc rương bằng đá cẩm thạch với các đường gờ và khiên chạm khắc, ban đầu được vẽ quốc huy Anh, Castilla và Ponthieu. Chiếc rương được trang trí bằng bức tượng đồng mạ vàng của Leonor do William Torel thiết kế với cùng tư thế như hình ảnh trên đại ấn của bà.

## Danh tiếng lịch sử

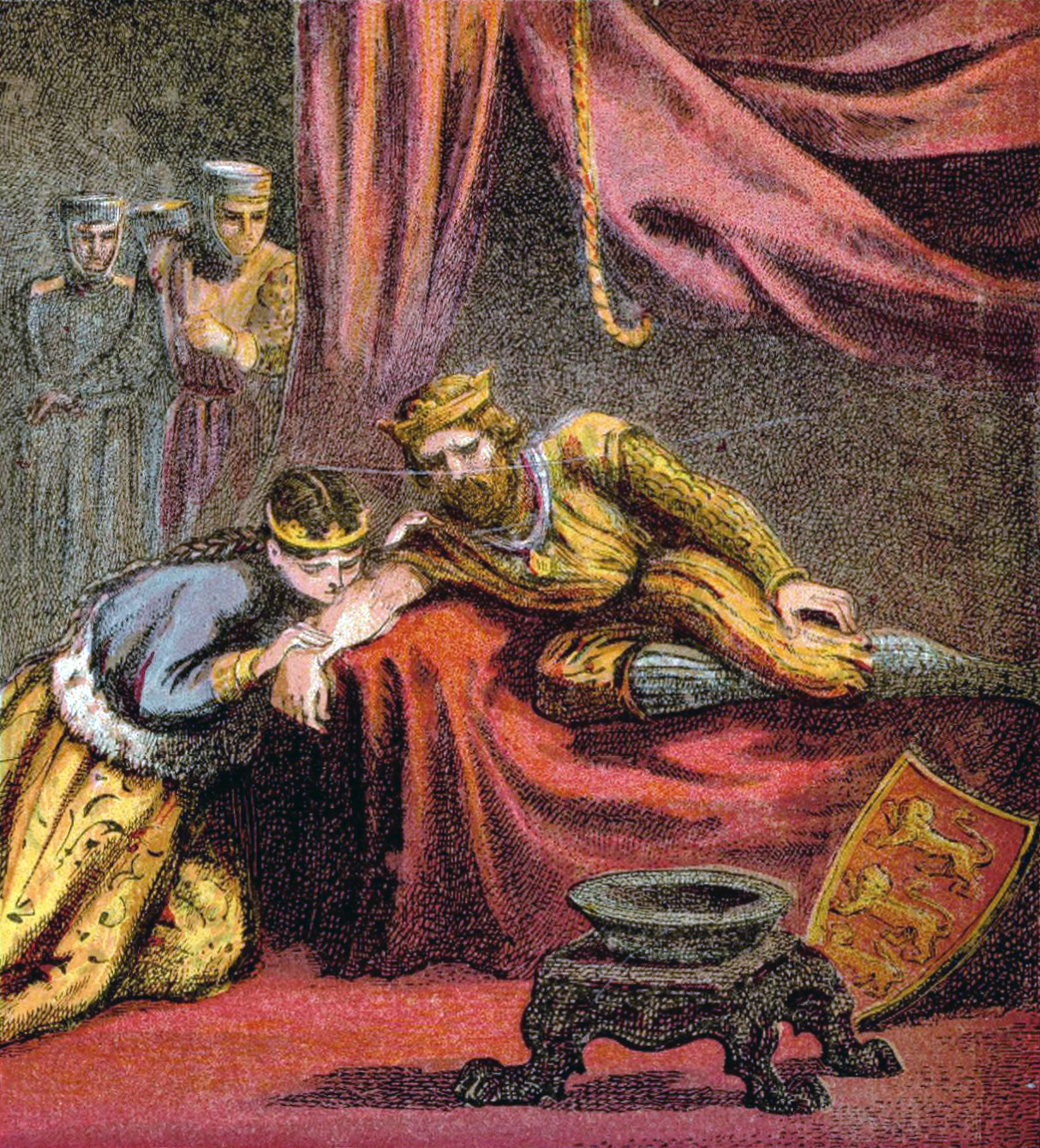
Leonor của Castilla hút chất độc ra khỏi Edward I của Anh trong tranh miêu tả từ thời Victoria.

Bất chấp danh tiếng xấu lúc đương thời, Biên niên sử Thánh Albans và Thập ác Eleanor đã khẳng định Leonor của Castilla là một người lãng mạn và đáng ngưỡng mộ, mặc dù có phần mơ hồ, trong hai thế kỷ sau khi bà qua đời. Năm 1586, nhà khảo cổ học William Camden lần đầu tiên xuất bản tại Anh câu chuyện về việc Leonor cứu mạng Edward tại Akko bằng cách hút vết thương của chồng. Camden cho rằng việc xây dựng Thập ác Eleanor là do nỗi đau của Edward khi mất đi người vợ anh hùng, người đã liều mạng sống của mình để cứu lấy ông. Năm 1587, Biên niên sử Anh, Scotland và Ireland của Raphael Holinshed mô tả Leonor là "viên ngọc quý được [Edward I] trân trọng nhất... một vương nữ ngoan đạo và khiêm tốn, đầy lòng thương cảm, và là người rất ưu ái đất nước Anh, sẵn sàng xoa dịu nỗi đau của mọi người đàn ông phải chịu đựng sự bất công và kết bạn với những người bất hòa, trong phạm vi khả năng của bà." 
Tuy nhiên, một phản biện bắt nguồn từ làn sóng bài Tây Ban Nha dâng cao ở Anh sau cuộc Cải cách đã bắt đầu xuất hiện. The Lamentable Fall of Queene Elenor (Sự sụp đổ đáng tiếc của Vương hậu Elenor), một bản ballad nổi tiếng được hát theo giai điệu "Gentle and Courteous", được cho là có từ những năm 1550 và là sự tấn công gián tiếp vào nữ vương mang nửa dòng máu Tây Ban Nha Mary Tudor và chồng là Felipe II của Tây Ban Nha. Bài hát miêu tả Leonor là một kẻ phù phiếm và hung bạo: bà ta yêu cầu nhà vua "mọi người đàn ông / Những người để tóc dài, / Thì phải cắt và cạo trọc đầu"; bà ta ra lệnh "Mọi phụ nữ đều phải / Cắt bỏ bầu ngực bên phải"; bà ta giam cầm và tra tấn Bà thị trưởng Luân Đôn, cuối cùng giết chết Bà thị trưởng bằng rắn độc; bà ta phạm thượng với Chúa trên vùng đất chung tại Charing, khiến mặt đất nuốt chửng bà ta; và cuối cùng, một cách kỳ diệu, bà bị nhổ lên trên mặt đất tại Queen's Hithe, và giờ đây trên giường bệnh, bà ta thú nhận đã giết Bà thị trưởng và ngoại tình với một tu sĩ, người mà bà sinh cho một đứa con.
Tiếp theo là The Famous Chronicle of King Edward the First (Biên niên sử nổi tiếng về Vua Edward đệ nhất) của George Peele, xuất bản vào những năm 1590. Phiên bản đầu tiên của tác phẩm này, được viết vào đầu những năm 1590, được cho là đã mô tả tích cực mối quan hệ giữa Leonor và Edward. Nếu vậy, nó đã biến mất không để lại dấu vết. Phiên bản sửa đổi còn sót lại, được in vào năm 1593, mô tả Leonor là một "nữ phản diện kiêu ngạo có khả năng phản bội, tàn ác và đồi trụy không thể diễn tả được". Bà còn được mô tả là ngoan cố và ngạo mạn, "chủ yếu quan tâm đến việc nâng cao danh tiếng của quốc gia bản địa, và rõ ràng là đã quen với việc thực hiện đặc quyền hoàng gia một cách chuyên chế và hoàn toàn không giống người Anh", trì hoãn lễ đăng quang trong hai mươi tuần để bà có thể may váy Tây Ban Nha, và tuyên bố sẽ giữ người Anh dưới "ách thống trị của Tây Ban Nha". Những hành vi sai trái được quy cho Leonor trong The Lamentable Fall of Queene Elenor được lặp lại và mở rộng. Bà giờ đây được miêu tả là tát vào tai chồng mình, thú nhận đã ngoại tình với anh rể Edmund Crouchback và thụ thai tất cả các con của mình, ngoại trừ người thừa kế của Edward I là Edward II, điều này khiến cô con gái bất hạnh là Joan xứ Acre, người có cha là một tu sĩ người Pháp, phải chết vì xấu hổ. Bức chân dung Leonor này không liên quan nhiều đến tính lịch sử, mà liên quan đến cuộc chiến tranh đang diễn ra với Tây Ban Nha và nỗi sợ hãi của người Anh về một cuộc xâm lược khác, và là một trong số nhiều bút chiến chống lại Tây Ban Nha trong thời kỳ này.

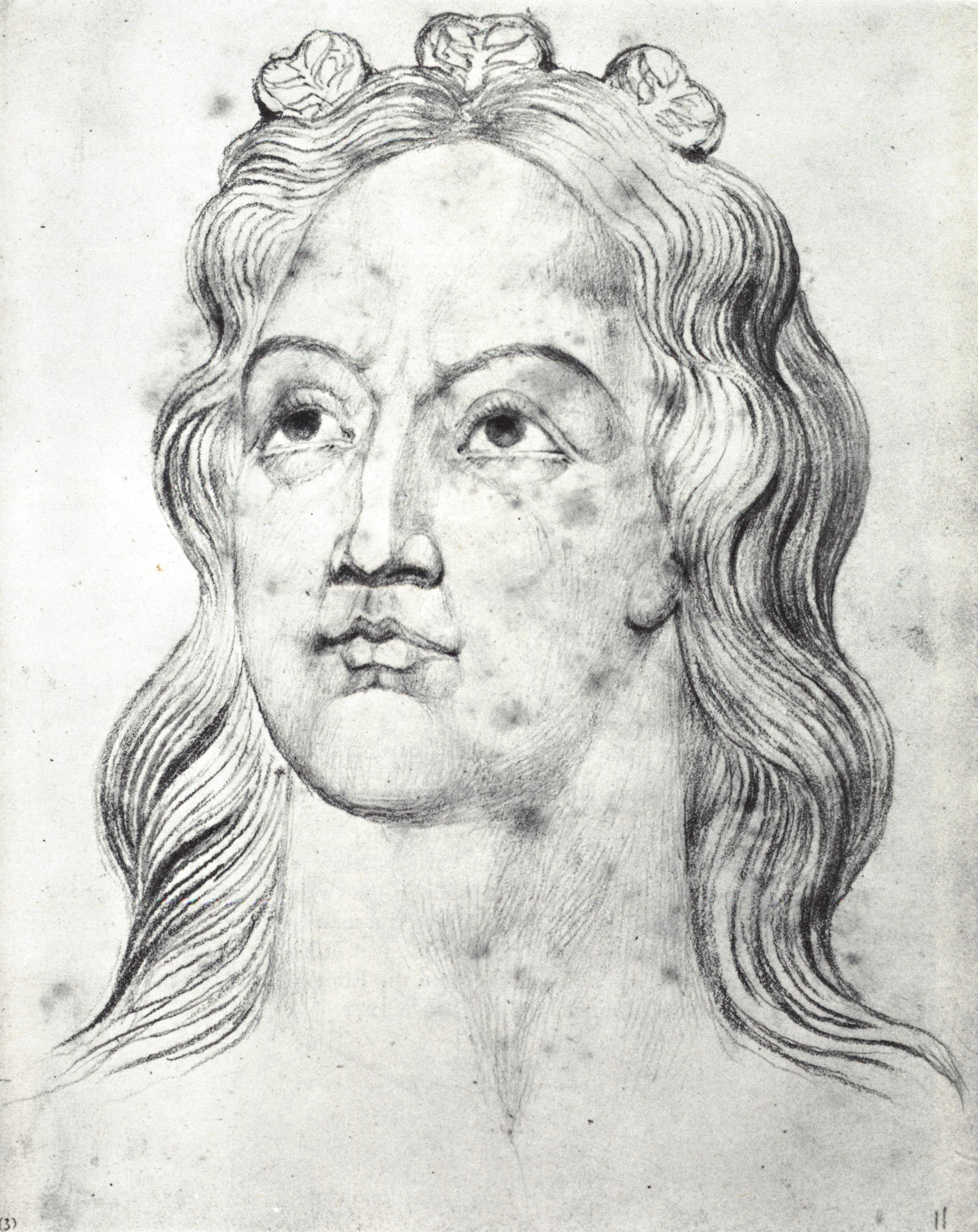
Minh họa của Leonor bởi William Blake, 1820

Có khả năng vở kịch của Peele và bản ballad liên quan đã có tác động đáng kể đến sự tồn tại của Thập ác Eleanor vào thế kỷ 17. Các buổi biểu diễn vở kịch và tái bản của The Lamentable Fall - được tái bản vào các năm 1628, 1629, 1658 và 1664, chứng tỏ sự phổ biến liên tục của vở kịch, nghĩa là vào thời Nội chiến, bức chân dung thù địch của Leonor có lẽ được biết đến rộng rãi hơn so với những mô tả tích cực của Camden và Hollingshed. Việc hầu hết các thập ác biến mất có thể được ghi nhận hoặc suy ra là đã xảy ra trong khoảng thời gian từ năm 1643 đến năm 1646, những năm Nội chiến khi các tượng đài mang yếu tố nghi lễ Công giáo bị nhắm tới để phá hủy. Ví dụ, Ủy ban Phá dỡ Các Tượng đài Mê tín và Thờ ngẫu tượng của Quốc hội đã ra lệnh dỡ bỏ Thập ác Charing vào năm 1643. Danh tiếng của Leonor bắt đầu trở nên tích cực hơn sau khi cuốn A History of the Kings of England (Lịch sử các vị vua nước Anh) của Sir Richard Baker được xuất bản năm 1643, kể lại thần thoại về việc bà cứu chồng tại Akko. Sau đó, danh tiếng của bà phần lớn là tích cực và cuối cùng bắt nguồn từ Camden, người có tác phẩm được các nhà sử học lặp lại một cách thiếu phản biện. Vào thế kỷ 19, nhà sử học tự xưng Agnes Strickland đã sử dụng Camden để viết nên bản tường thuật tích cực nhất về Leonor. Không ai trong số những nhà văn này sử dụng biên niên sử hoặc ghi chép đương thời để cung cấp thông tin chính xác về cuộc đời của bà.
Những tài liệu như vậy bắt đầu phổ biến rộng rãi vào cuối thế kỷ 19, nhưng khi các nhà sử học bắt đầu trích dẫn chúng để ám chỉ rằng Leonor không phải là vị vương hậu hoàn hảo như Strickland mô tả, nhiều người đã bác bỏ lời đính chính và thường không tin vào bất kỳ điều gì tiêu cực về Leonor. Mặc dù các nhà sử học hiện nay thường nghiên cứu nhiều hơn về chế độ nữ vương và coi các nữ vương thời trung cổ là đáng chú ý, nhưng nghiên cứu về các vương hậu vẫn chưa đồng đều. Tuy nhiên, sự nghiệp của Leonor của Castilla ngày nay có thể được xem là thành tựu của một người phụ nữ thông minh và quyết đoán, người có thể đáp ứng được những thách thức của cuộc sống đầy khó khăn, mặc dù phẩm chất của Leonor thường được thể hiện theo hướng tiêu cực hoặc gây tranh cãi.

## Con cái
1. Con gái chết lưu (29 tháng 5 năm 1255)
2. Katherine (k. 1264 – 5 tháng 9 1264), được an táng tại Tu viện Westminster.
3. Joanna (Tháng 1 năm 1265 – trước 7 tháng 9 1265), được an táng tại Tu viện Westminster.
4. John (13 tháng 7 năm 1266 – 3 tháng 8 năm 1271), qua đời tại Wallingford, dưới sự giám hộ của em trai ông nội là Richard, Bá tước xứ Cornwall. Được an táng tại Tu viện Westminster.
5. Henry (trước 6 tháng 5 năm 1268 – 16 tháng 10 năm 1274), được an táng tại Tu viện Westminster.
6. Eleanor (18 tháng 6 năm 1269 – 29 tháng 8 năm 1298). Eleanor đã được hứa hôn từ lâu với Alifonso III của Aragón, người đã qua đời vào năm 1291 trước khi hôn lễ có thể diễn ra, và vào năm 1293, Eleanor kết hôn với Bá tước Henri III xứ Bar, và có một con trai và hai con gái.
7. Con gái (1271 Palestine). Một số nguồn gọi là Juliana, nhưng không có bằng chứng đương thời nào cho tên của vương nữ.
8. Joan (tháng 4 năm 1272 – ngày 7 tháng 4 năm 1307). Joan kết hôn lần đầu vào năm 1290 với Gilbert de Clare, Bá tước thứ 6 xứ Hertford, người qua đời năm 1295, và lần thứ hai vào năm 1297 với Ralph de Monthermer, Nam tước Monthermer thứ nhất. Joan có bốn người con sau mỗi cuộc hôn nhân.
9. Alphonso (24 tháng 11 năm 1273 – 19 tháng 8 năm 1284), Bá tước xứ Chester.
10. Margaret (15 tháng 3 năm 1275 – sau năm 1333). Năm 1290, Margaret kết hôn với Jan II xứ Brabant và có một con trai.
11. Berengaria (1 tháng 5 năm 1276 – trước ngày 27 tháng 6 năm 1278), được an táng tại Tu viện Westminster.
12. Con gái (tháng 12 năm 1277/tháng 1 năm 1278 – tháng 1 năm 1278), được an táng tại Tu viện Westminster. Không có bằng chứng đương thời cho tên của vương nữ.
13. Mary (11 tháng 3 năm 1279 – 29 tháng 5 năm 1332), một nữ tu Dòng Biển Đức tại Amesbury.
14. Con trai, sinh năm 1280 hoặc 1281, qua đời ngay sau khi sinh. Không có bằng chứng đương thời về tên của vương tử.
15. Elizabeth (7 tháng 8 năm 1282 – 5 tháng 5 năm 1316). Cô kết hôn lần đầu vào năm 1297 với Jan I, Bá tước xứ Holland, lần thứ hai với năm 1302 Humphrey de Bohun, Bá tước thứ 4 xứ Hereford và Bá tước thứ 3 của Essex. Cuộc hôn nhân đầu tiên không có con, và với với Bohun, Elizabeth có mười người con.
16. Edward II của Anh, còn được gọi là Edward xứ Caernarfon (25 tháng 4 năm 1284 – 21 tháng 9 năm 1327). Năm 1308, Edward kết hôn với Isabelle của Pháp, và có hai con trai và hai con gái.

## Gia phả
| \| \| \| \| \| \| \| \| \| \| \| \| \| \| \| \| \| \| \| \| 16. Sancho III của Castilla \| \| \| \| \| \| \| \| \| \| \| \| \| \| \| \| \| \| \| \| \| \| \| \| \| \| \| \| \| \| \| \| \| \| \| \| \| \| \| \| \| \| \| \| \| \| \| \| \| \| \| \| \| \| 8. Alfonso VIII của Castilla \| \| \| \| \| \| \| \| \| \| \| \| \| \| \| \| \| \| \| \| \| \| \| \| \| \| \| \| \| \| \| \| \| \| \| \| \| \| \| \| \| \| \| \| \| \| \| \| \| \| \| \| \| \| 17. Blanka của Navarra \| \| \| \| \| \| \| \| \| \| \| \| \| \| \| \| \| \| \| \| \| \| \| \| \| \| \| \| \| \| \| \| \| \| \| \| \| \| \| \| \| \| \| \| \| \| \| \| \| \| \| \| \| \| 4. Berenguela I của Castilla \| \| \| \| \| \| \| \| \| \| \| \| \| \| \| \| \| \| \| \| \| \| \| \| \| \| \| \| \| \| \| \| \| \| \| \| \| \| \| \| \| \| \| \| \| \| \| \| \| \| \| \| \| \| 18. Henry II của Anh \| \| \| \| \| \| \| \| \| \| \| \| \| \| \| \| \| \| \| \| \| \| \| \| \| \| \| \| \| \| \| \| \| \| \| \| \| \| \| \| \| \| \| \| \| \| \| \| \| \| \| \| \| \| 9. Eleanor của Anh \| \| \| \| \| \| \| \| \| \| \| \| \| \| \| \| \| \| \| \| \| \| \| \| \| \| \| \| \| \| \| \| \| \| \| \| \| \| \| \| \| \| \| \| \| \| \| \| \| \| \| \| \| \| 19. Aliénor xứ Aquitaine \| \| \| \| \| \| \| \| \| \| \| \| \| \| \| \| \| \| \| \| \| \| \| \| \| \| \| \| \| \| \| \| \| \| \| \| \| \| \| \| \| \| \| \| \| \| \| \| \| \| \| \| \| \| 2. Fernando III của Castilla \| \| \| \| \| \| \| \| \| \| \| \| \| \| \| \| \| \| \| \| \| \| \| \| \| \| \| \| \| \| \| \| \| \| \| \| \| \| \| \| \| \| \| \| \| \| \| \| \| \| \| \| \| \| 20. Alfonso VII của Castilla \| \| \| \| \| \| \| \| \| \| \| \| \| \| \| \| \| \| \| \| \| \| \| \| \| \| \| \| \| \| \| \| \| \| \| \| \| \| \| \| \| \| \| \| \| \| \| \| \| \| \| \| \| \| 10. Fernando II của León \| \| \| \| \| \| \| \| \| \| \| \| \| \| \| \| \| \| \| \| \| \| \| \| \| \| \| \| \| \| \| \| \| \| \| \| \| \| \| \| \| \| \| \| \| \| \| \| \| \| \| \| \| \| 21. Berenguera của Barcelona \| \| \| \| \| \| \| \| \| \| \| \| \| \| \| \| \| \| \| \| \| \| \| \| \| \| \| \| \| \| \| \| \| \| \| \| \| \| \| \| \| \| \| \| \| \| \| \| \| \| \| \| \| \| 5. Alfonso IX của León \| \| \| \| \| \| \| \| \| \| \| \| \| \| \| \| \| \| \| \| \| \| \| \| \| \| \| \| \| \| \| \| \| \| \| \| \| \| \| \| \| \| \| \| \| \| \| \| \| \| \| \| \| \| 22. Afonso I của Bồ Đào Nha \| \| \| \| \| \| \| \| \| \| \| \| \| \| \| \| \| \| \| \| \| \| \| \| \| \| \| \| \| \| \| \| \| \| \| \| \| \| \| \| \| \| \| \| \| \| \| \| \| \| \| \| \| \| 11. Urraca của Bồ Đào Nha \| \| \| \| \| \| \| \| \| \| \| \| \| \| \| \| \| \| \| \| \| \| \| \| \| \| \| \| \| \| \| \| \| \| \| \| \| \| \| \| \| \| \| \| \| \| \| \| \| \| \| \| \| \| 23. Mafalda của Savoia \| \| \| \| \| \| \| \| \| \| \| \| \| \| \| \| \| \| \| \| \| \| \| \| \| \| \| \| \| \| \| \| \| \| \| \| \| \| \| \| \| \| \| \| \| \| \| \| \| \| \| \| \| \| 1. Leonor của Castilla \| \| \| \| \| \| \| \| \| \| \| \| \| \| \| \| \| \| \| \| \| \| \| \| \| \| \| \| \| \| \| \| \| \| \| \| \| \| \| \| \| \| \| \| \| \| \| \| \| \| \| \| \| \| 24. Jean I xứ Ponthieu \| \| \| \| \| \| \| \| \| \| \| \| \| \| \| \| \| \| \| \| \| \| \| \| \| \| \| \| \| \| \| \| \| \| \| \| \| \| \| \| \| \| \| \| \| \| \| \| \| \| \| \| \| \| 12. Guillaume II xứ Ponthieu \| \| \| \| \| \| \| \| \| \| \| \| \| \| \| \| \| \| \| \| \| \| \| \| \| \| \| \| \| \| \| \| \| \| \| \| \| \| \| \| \| \| \| \| \| \| \| \| \| \| \| \| \| \| 25. Béatrice xứ Saint-Pol \| \| \| \| \| \| \| \| \| \| \| \| \| \| \| \| \| \| \| \| \| \| \| \| \| \| \| \| \| \| \| \| \| \| \| \| \| \| \| \| \| \| \| \| \| \| \| \| \| \| \| \| \| \| 6. Marie I xứ Ponthieu \| \| \| \| \| \| \| \| \| \| \| \| \| \| \| \| \| \| \| \| \| \| \| \| \| \| \| \| \| \| \| \| \| \| \| \| \| \| \| \| \| \| \| \| \| \| \| \| \| \| \| \| \| \| 26. Louis VII của Pháp \| \| \| \| \| \| \| \| \| \| \| \| \| \| \| \| \| \| \| \| \| \| \| \| \| \| \| \| \| \| \| \| \| \| \| \| \| \| \| \| \| \| \| \| \| \| \| \| \| \| \| \| \| \| 13. Aélis của Pháp \| \| \| \| \| \| \| \| \| \| \| \| \| \| \| \| \| \| \| \| \| \| \| \| \| \| \| \| \| \| \| \| \| \| \| \| \| \| \| \| \| \| \| \| \| \| \| \| \| \| \| \| \| \| 27. Constanza của Castilla \| \| \| \| \| \| \| \| \| \| \| \| \| \| \| \| \| \| \| \| \| \| \| \| \| \| \| \| \| \| \| \| \| \| \| \| \| \| \| \| \| \| \| \| \| \| \| \| \| \| \| \| \| \| 3. Jeanne I xứ Ponthieu \| \| \| \| \| \| \| \| \| \| \| \| \| \| \| \| \| \| \| \| \| \| \| \| \| \| \| \| \| \| \| \| \| \| \| \| \| \| \| \| \| \| \| \| \| \| \| \| \| \| \| \| \| \| 28. Albéric II xứ Dammartin \| \| \| \| \| \| \| \| \| \| \| \| \| \| \| \| \| \| \| \| \| \| \| \| \| \| \| \| \| \| \| \| \| \| \| \| \| \| \| \| \| \| \| \| \| \| \| \| \| \| \| \| \| \| 14. Albéric III xứ Dammartin \| \| \| \| \| \| \| \| \| \| \| \| \| \| \| \| \| \| \| \| \| \| \| \| \| \| \| \| \| \| \| \| \| \| \| \| \| \| \| \| \| \| \| \| \| \| \| \| \| \| \| \| \| \| 29. Clémence xứ Beauvais \| \| \| \| \| \| \| \| \| \| \| \| \| \| \| \| \| \| \| \| \| \| \| \| \| \| \| \| \| \| \| \| \| \| \| \| \| \| \| \| \| \| \| \| \| \| \| \| \| \| \| \| \| \| 7. Simon xứ Aumale \| \| \| \| \| \| \| \| \| \| \| \| \| \| \| \| \| \| \| \| \| \| \| \| \| \| \| \| \| \| \| \| \| \| \| \| \| \| \| \| \| \| \| \| \| \| \| \| \| \| \| \| \| \| 30. Renaud II xứ Clermont-en-Beauvaisis \| \| \| \| \| \| \| \| \| \| \| \| \| \| \| \| \| \| \| \| \| \| \| \| \| \| \| \| \| \| \| \| \| \| \| \| \| \| \| \| \| \| \| \| \| \| \| \| \| \| \| \| \| \| 15. Mahaut xứ Clermont \| \| \| \| \| \| \| \| \| \| \| \| \| \| \| \| \| \| \| \| \| \| \| \| \| \| \| \| \| \| \| \| \| \| \| \| \| \| \| \| \| \| \| \| \| \| \| \| \| \| \| \| \| \| 31. \| \| \| \| \| \| \| \| \| \| \| \| \| \| \| \| \| \| \| \| \| \| \| \| \| \| \| \| \| \| \| \| \| \| \| \| \| \| \| \| \| \| \| \| \| \| \| \| \| \| \| \| |                                         |  |  |  |  |  |  |  |  |  |  |  |  |  |  |  |
| |                                         |  |  |  |  |  |  |  |  |  |  |  |  |  |  |  |
| | 16. Sancho III của Castilla             |  |  |  |  |  |  |  |  |  |  |  |  |  |  |  |
| |                                         |  |  |  |  |  |  |  |  |  |  |  |  |  |  |  |
| |                                         |  |  |  |  |  |  |  |  |  |  |  |  |  |  |  |
| | 8. Alfonso VIII của Castilla            |  |  |  |  |  |  |  |  |  |  |  |  |  |  |  |
| |                                         |  |  |  |  |  |  |  |  |  |  |  |  |  |  |  |
| |                                         |  |  |  |  |  |  |  |  |  |  |  |  |  |  |  |
| | 17. Blanka của Navarra                  |  |  |  |  |  |  |  |  |  |  |  |  |  |  |  |
| |                                         |  |  |  |  |  |  |  |  |  |  |  |  |  |  |  |
| |                                         |  |  |  |  |  |  |  |  |  |  |  |  |  |  |  |
| | 4. Berenguela I của Castilla            |  |  |  |  |  |  |  |  |  |  |  |  |  |  |  |
| |                                         |  |  |  |  |  |  |  |  |  |  |  |  |  |  |  |
| |                                         |  |  |  |  |  |  |  |  |  |  |  |  |  |  |  |
| | 18. Henry II của Anh                    |  |  |  |  |  |  |  |  |  |  |  |  |  |  |  |
| |                                         |  |  |  |  |  |  |  |  |  |  |  |  |  |  |  |
| |                                         |  |  |  |  |  |  |  |  |  |  |  |  |  |  |  |
| | 9. Eleanor của Anh                      |  |  |  |  |  |  |  |  |  |  |  |  |  |  |  |
| |                                         |  |  |  |  |  |  |  |  |  |  |  |  |  |  |  |
| |                                         |  |  |  |  |  |  |  |  |  |  |  |  |  |  |  |
| | 19. Aliénor xứ Aquitaine                |  |  |  |  |  |  |  |  |  |  |  |  |  |  |  |
| |                                         |  |  |  |  |  |  |  |  |  |  |  |  |  |  |  |
| |                                         |  |  |  |  |  |  |  |  |  |  |  |  |  |  |  |
| | 2. Fernando III của Castilla            |  |  |  |  |  |  |  |  |  |  |  |  |  |  |  |
| |                                         |  |  |  |  |  |  |  |  |  |  |  |  |  |  |  |
| |                                         |  |  |  |  |  |  |  |  |  |  |  |  |  |  |  |
| | 20. Alfonso VII của Castilla            |  |  |  |  |  |  |  |  |  |  |  |  |  |  |  |
| |                                         |  |  |  |  |  |  |  |  |  |  |  |  |  |  |  |
| |                                         |  |  |  |  |  |  |  |  |  |  |  |  |  |  |  |
| | 10. Fernando II của León                |  |  |  |  |  |  |  |  |  |  |  |  |  |  |  |
| |                                         |  |  |  |  |  |  |  |  |  |  |  |  |  |  |  |
| |                                         |  |  |  |  |  |  |  |  |  |  |  |  |  |  |  |
| | 21. Berenguera của Barcelona            |  |  |  |  |  |  |  |  |  |  |  |  |  |  |  |
| |                                         |  |  |  |  |  |  |  |  |  |  |  |  |  |  |  |
| |                                         |  |  |  |  |  |  |  |  |  |  |  |  |  |  |  |
| | 5. Alfonso IX của León                  |  |  |  |  |  |  |  |  |  |  |  |  |  |  |  |
| |                                         |  |  |  |  |  |  |  |  |  |  |  |  |  |  |  |
| |                                         |  |  |  |  |  |  |  |  |  |  |  |  |  |  |  |
| | 22. Afonso I của Bồ Đào Nha             |  |  |  |  |  |  |  |  |  |  |  |  |  |  |  |
| |                                         |  |  |  |  |  |  |  |  |  |  |  |  |  |  |  |
| |                                         |  |  |  |  |  |  |  |  |  |  |  |  |  |  |  |
| | 11. Urraca của Bồ Đào Nha               |  |  |  |  |  |  |  |  |  |  |  |  |  |  |  |
| |                                         |  |  |  |  |  |  |  |  |  |  |  |  |  |  |  |
| |                                         |  |  |  |  |  |  |  |  |  |  |  |  |  |  |  |
| | 23. Mafalda của Savoia                  |  |  |  |  |  |  |  |  |  |  |  |  |  |  |  |
| |                                         |  |  |  |  |  |  |  |  |  |  |  |  |  |  |  |
| |                                         |  |  |  |  |  |  |  |  |  |  |  |  |  |  |  |
| | 1. Leonor của Castilla                  |  |  |  |  |  |  |  |  |  |  |  |  |  |  |  |
| |                                         |  |  |  |  |  |  |  |  |  |  |  |  |  |  |  |
| |                                         |  |  |  |  |  |  |  |  |  |  |  |  |  |  |  |
| | 24. Jean I xứ Ponthieu                  |  |  |  |  |  |  |  |  |  |  |  |  |  |  |  |
| |                                         |  |  |  |  |  |  |  |  |  |  |  |  |  |  |  |
| |                                         |  |  |  |  |  |  |  |  |  |  |  |  |  |  |  |
| | 12. Guillaume II xứ Ponthieu            |  |  |  |  |  |  |  |  |  |  |  |  |  |  |  |
| |                                         |  |  |  |  |  |  |  |  |  |  |  |  |  |  |  |
| |                                         |  |  |  |  |  |  |  |  |  |  |  |  |  |  |  |
| | 25. Béatrice xứ Saint-Pol               |  |  |  |  |  |  |  |  |  |  |  |  |  |  |  |
| |                                         |  |  |  |  |  |  |  |  |  |  |  |  |  |  |  |
| |                                         |  |  |  |  |  |  |  |  |  |  |  |  |  |  |  |
| | 6. Marie I xứ Ponthieu                  |  |  |  |  |  |  |  |  |  |  |  |  |  |  |  |
| |                                         |  |  |  |  |  |  |  |  |  |  |  |  |  |  |  |
| |                                         |  |  |  |  |  |  |  |  |  |  |  |  |  |  |  |
| | 26. Louis VII của Pháp                  |  |  |  |  |  |  |  |  |  |  |  |  |  |  |  |
| |                                         |  |  |  |  |  |  |  |  |  |  |  |  |  |  |  |
| |                                         |  |  |  |  |  |  |  |  |  |  |  |  |  |  |  |
| | 13. Aélis của Pháp                      |  |  |  |  |  |  |  |  |  |  |  |  |  |  |  |
| |                                         |  |  |  |  |  |  |  |  |  |  |  |  |  |  |  |
| |                                         |  |  |  |  |  |  |  |  |  |  |  |  |  |  |  |
| | 27. Constanza của Castilla              |  |  |  |  |  |  |  |  |  |  |  |  |  |  |  |
| |                                         |  |  |  |  |  |  |  |  |  |  |  |  |  |  |  |
| |                                         |  |  |  |  |  |  |  |  |  |  |  |  |  |  |  |
| | 3. Jeanne I xứ Ponthieu                 |  |  |  |  |  |  |  |  |  |  |  |  |  |  |  |
| |                                         |  |  |  |  |  |  |  |  |  |  |  |  |  |  |  |
| |                                         |  |  |  |  |  |  |  |  |  |  |  |  |  |  |  |
| | 28. Albéric II xứ Dammartin             |  |  |  |  |  |  |  |  |  |  |  |  |  |  |  |
| |                                         |  |  |  |  |  |  |  |  |  |  |  |  |  |  |  |
| |                                         |  |  |  |  |  |  |  |  |  |  |  |  |  |  |  |
| | 14. Albéric III xứ Dammartin            |  |  |  |  |  |  |  |  |  |  |  |  |  |  |  |
| |                                         |  |  |  |  |  |  |  |  |  |  |  |  |  |  |  |
| |                                         |  |  |  |  |  |  |  |  |  |  |  |  |  |  |  |
| | 29. Clémence xứ Beauvais                |  |  |  |  |  |  |  |  |  |  |  |  |  |  |  |
| |                                         |  |  |  |  |  |  |  |  |  |  |  |  |  |  |  |
| |                                         |  |  |  |  |  |  |  |  |  |  |  |  |  |  |  |
| | 7. Simon xứ Aumale                      |  |  |  |  |  |  |  |  |  |  |  |  |  |  |  |
| |                                         |  |  |  |  |  |  |  |  |  |  |  |  |  |  |  |
| |                                         |  |  |  |  |  |  |  |  |  |  |  |  |  |  |  |
| | 30. Renaud II xứ Clermont-en-Beauvaisis |  |  |  |  |  |  |  |  |  |  |  |  |  |  |  |
| |                                         |  |  |  |  |  |  |  |  |  |  |  |  |  |  |  |
| |                                         |  |  |  |  |  |  |  |  |  |  |  |  |  |  |  |
| | 15. Mahaut xứ Clermont                  |  |  |  |  |  |  |  |  |  |  |  |  |  |  |  |
| |                                         |  |  |  |  |  |  |  |  |  |  |  |  |  |  |  |
| |                                         |  |  |  |  |  |  |  |  |  |  |  |  |  |  |  |
| | 31.                                     |  |  |  |  |  |  |  |  |  |  |  |  |  |  |  |
| |                                         |  |  |  |  |  |  |  |  |  |  |  |  |  |  |  |
| |                                         |  |  |  |  |  |  |  |  |  |  |  |  |  |  |  |